# 3rd Generation Partnership Project
3rd Generation Partnership Project (3GPP) är en samarbetsorganisation mellan olika organisationer aktiva inom telekommunikation. Syftet med organisationen är att skapa globalt gångbara tekniska protokoll och specifikationer för mobiltelefoni och därmed möjliggöra att det går att använda en och samma mobiltelefon i stort sett över hela världen.
3GPP startades 1998 genom ett strategiskt samarbete mellan Nortel Networks och AT&T Wireless. Ursprungligen så var de två drivande tillsammans med British Telecom, France Telecom, Telecom Italia, NTT DoCoMo, BellSouth, Telia och Telenor samt leverantörna Lucent, Ericsson, Motorola, Nokia och andra.
Idag drivs och kontrolleras 3GPP genom ett partnerskap mellan sju regionala organisationer inom telekommuniation: ARIB, CCSA, ETSI, ATIS, TSDSI, TTA, samt TTC.
3GPP är mest känt för utvecklingen och underhållet av:
- GSM samt relaterade 2G och 2.5G standardisering, inkluderande GPRS och EDGE
- UMTS samt relaterade 3G standardisering, inkluderande HSPA
- LTE samt relaterade 4G standardisering, inkluderande LTE advanced och LTE Advanced Pro
- Nästa generation (Next generation) samt relaterade 5G standardisering
- En vidareutveckling av IP Multimedia Subsystem (IMS) på ett åtkomst-oberoende sätt